# Norrtjärnen (Ockelbo socken, Gästrikland)
Norrtjärnen är en sjö i Ockelbo kommun i Gästrikland och ingår i Hamrångeåns huvudavrinningsområde. Sjön är 5,1 meter djup, har en yta på 0,272 kvadratkilometer och befinner sig 70 meter över havet. Sjön avvattnas av vattendraget Murån.

## Delavrinningsområde
Norrtjärnen ingår i det delavrinningsområde (675380-155826) som SMHI kallar för Utloppet av Norrtjärnen. Medelhöjden är 77 meter över havet och ytan är 0,82 kvadratkilometer. Räknas de 5 avrinningsområdena uppströms in blir den ackumulerade arean 28,66 kvadratkilometer. Murån som avvattnar avrinningsområdet har biflödesordning 2, vilket innebär att vattnet flödar genom totalt 2 vattendrag innan det når havet efter 27 kilometer. Avrinningsområdet består mestadels av skog (66 procent). Avrinningsområdet har 0,26 kvadratkilometer vattenytor vilket ger det en sjöprocent på 32,2 procent.